# Sepicana shanahani
Sepicana shanahani là một loài bọ cánh cứng trong họ Cerambycidae.